# مجموعة مهندسي الإنترنت
مجموعة مهندسي الإنترنت أو فريق العمل الهندسي لإنترنت (بالإنجليزية: Internet Engineering Task Force IETF)‏ هي جمعية دوليّة تضم المُصممين والمُشغلين والمُصنعين والباحثين العاملين في مجال تطوير بنية شبكة الإنترنت وتحسين أدائها. وهي تنظّم عملية تطوير المعايير الخاصّة بشبكة الإنترنت، خاصّة البروتوكولات والخدمات والوظائف المُرتبطة بحزمة بروتوكولات الإنترنت. لا يوجد متطلبات رسميّة للانضمام إلى هذه الجمعية. إنّ العمل في الجمعية تطوّعي بالكامل، ويتم تمويل أعمال ودراسات الباحثين من قبل الجهات التي يعملون فيها.
بدأت المجموعة نشاطها كفعاليّة مدعومة من الحكومة الفيدراليّة للولايات المتحدة الأميركيّة، ولكنّها تحوّلت، ومنذ العام 1993م، إلى العمل كهيئة لتطوير المعايير تحت إشراف مُجتمع الإنترنت، المنظمة الدوليّة غير الربحيّة التي تشرف على سياسات شبكة الإنترنت.

## IETF اللجنة الخاصة لنظام الإنترنت.
هيئة عالمية كبيرة تفتح باب الاشتراك فيها لجميع مصمِّمي الشبكات. والدور الرئيسي لهذه الهيئة هو تطوير الإنترنت، وتقديم حلول للمشاكل التقنية التي قد تواجهها الإنترنت. وهي منظمة المعايير المفتوحة من دون أي عضوية رسمية أو متطلبات لهذه العضوية، فكل المشتركين والمدراء هم متطوعون. فالـ IETF تطور وتروج معايير الإنترنت. وتتعاون مع ال رابطة الشبكة العالمية وهيئات المعايير القياسية ISO/IEC وتتعامل مع حزمة بروتوكولات الإنترنت و Internet Protocol Suite.
هدف هذه اللجنة هو جعل الإنترنت يعمل بشكل أفضل. مهمتها تقديم نوعية عالية من هندسة الوثائق والتقنيات المتبعة التي تؤثر على الطريق المتبعة من قبل الناس لتنظيم واستخدام وإدارة الإنترنت بهدف جعل الإنترنت يعمل بشكل أفضل. هذه الوثائق تتضمن معايير النظام وأفضل الممارسات المعاصرة ومستندات تعليمية متنوعة.

## المنظمة
ال IETF قد نظمت ضمن عدد كبير من جماعات العمل وجماعات شكلية للنقاش informal Discussion Groups (BoF)s , كل منها يتعامل مع موضوع محدد. كل جماعة تهدف إلى اكمال العمل على هذا الموضوع ومن ثم نشره. كل جماعة عمل لديها رئيس معين (وأحياناً عدة رؤساء) متفقين سوية على قانون يحدد متى وما هو متوقع أن ينجزه عملهم.
العمل التقاني الفعلي لل IETF تتولاه جماعات العمل، والتي نظمت ضمن مجالات حسب الموضوع الذي تناقشه. والمجالات الحالية تتضمن: الإنترنت، التطبيقات، العموميات، العمليات والإدارة، التوجيه، الأمن، النقل، التطبيقات العاصرة.... كل مجال عمل يُشرَف عليه من قبل مدير له، وغالباً أكثر من مدير. هؤلاء المدراء هم المسؤولون عن تعيين رؤساء جماعات العمل.
مدراء ورؤساء مجالات العمل هم من يشكل مجموعة قيادة نظام الإنترنت (مجموعة مهندسي الإنترنت) وهو الهيئة التي تقوم بإدارة نشاظ ال IETF ومراجعة المعايير التي تضعها ال IETF.
ال IETF هي بشكل رسمي جزء من مجتمع الإنترنت (جمعية الإنترنت). يٌشرَف عليها مجلس نظام الإنترنت (IAB), وهو هيئة الاستشارات التكولوجية يقدم استشاراته وتوجيهاته لجماعة ال IETF , وكما يًحَكم ادعاءات الأشخاص، عندما يشتكي أحدهم من أن ال IESG قد أخطأت.
و IAB مسؤولة عن لجنة الاشراف الإدارية IAOC والتي تشرف على نشاط الدعم الإداري لل IETF أي (IASA).كما أن الـ (IAB) تدير لجنة عمل بحث الإنترنت (IRTF).

## تاريخ
أول اِجتماع لل IETF كان في 16 كانون الثاني عام 1986 وكان متابعة للعمل الذي تقوم به لجنة العمل (GADS TASK FORCE).
في البداية كان الاجتماع يتم كل ثلاثة أشهر، ولكن منذ عام 1991 أصبح الاجتماع ثلاث مرات في العام. الممثلون من قبل الهيئات الغير حكومية أصبحوا يُدعَون ابتداء من الاجتماع الرابع لل IETF وخلال شهر تشرين الأول. منذ ذلك الحين أصبحت الاجتماعات مفتوحة للجميع. غالبية عمل ال IETF قد تم من خلال القوائم البريدية،
وحضور الاجتماعات ليس ضرورياً من قبل المساهمين.
كان عدد الحضور في الاجتماعات الأولية قليلاً جداً، بأقل من 35 شخص حضور للاجتماعات الخمسة الأولى. أعظم حضور في الاجتماعات ال 13 الأولى كان 120 شخص، هذا ما حدث في الاجتماع الثاني عشر الذي أُقيم في كانون الثاني عام 1989. هذه الاجتماعات كانت تنمو من حيث عدد الحضور وقدراً كبيراً في بدايات عام 1990. وقد كان عدد الحضور الأعظم في كانون الأول عام 2000 الاجتماع الذي عقد في سان دييغو في كاليفورنيا، حيث تجاوز عدد الحضور 3000 شخص وأما الآن فهو حوالي 1200.
خلال عام 1990 غير ال IETF الشكل المؤسساتي له من النشاط التابع لحكومة الولايات المتحدة الأمريكية إلى نشاط مستقل عالمي مرتبط بمجتمع الإنترنت.

## العمليات
تفاصيل عمليات اللجنة قد تغيرت بشكل كبير كنشأتها، ولكن الآلية الأساسية تبقى بنشر المواصفات الأولية، والمراجعة والاختبار الفردي من قبل المشتركين وإعادة النشر، والتوافقية هي الاختبار الرئيسي لمواصفات ال IETF لتصبح معايير، فكل معيار لل IETF ينشر أولاً على شكل طلب للتعليق RFC وكل RFC يبدأ على شكل مسودة والخطوات الرئيسية لصنع معيار IETF هي كالتالي:1-نشر الوثيقة على شكل مسودة إنترنت. 2-استقبال التعليقات على هذه المسودة. 3-تعديل المسودة اعتماداً على التعليقات. 4-إعادة الخطوات السابقة عدداً من المرات.
5-الطلب من مدير المجال أخذ الطلب إلى ال IESG.
6-عمل بعض التعديلات المعتبرة من قبل ال IESG ومنها ما يمكن أن يمنعه من أن يكمل ليصبح معياراً.7-الانتظار ريثما يحرر من قبل محرر ال RFC.
معظم الصفات مركزة على البروتوكولات الفردية بدلاً عن الأنظمة المتشابكة بإحكام.وهذا ما جعل بروتوكولاتها مستخدمة في العديد من الأنظمة، ومعاييرها يعاد استخدامها من قبل الأشخاص والهيئات الذين يحدثون الأنظمة المتكاملة على سبيل المثال (3GPP IMS).
وبما أن اللجنة تعتمد على المتطوعين وعلى الاجتماعات فالنتائج ستكون بطيئة عندما يكون عدد المتطوعون قليلاً جداً لإقامة موضوع، أو كبير مما يجعل اللقاءات صعبة، أو عندما يكون المتطوعون يعوزون إلى الخبرة. ان العمل ضمن ال IETF في سبيل تعزيز السرعة لعملية صنع المعايير مستمرة، ولكن بسبب عدد المتطوعين العظيم الذين لديهم الآراء لأجل ذلك، مما جعل آلية الاجتماع لكيفية التطوير بطيئة.
وبما أن ال IETF ليس لديها أعضاء فلذلك مجتمع الإنترنت هو الذي يقدم إطار الدعم المادي والقانوني لنشاطاتها، ومؤخراً ال IETF قد أقامت وصاية لها، والتي تدير الحقوق المحفوظة لموادها ومواضيعها التي قد أنتجتها.
نشاطات ال IETF ممولة من قبل رسوم المقابلات، ووكلاء المقابلات ومن قبل مجتمع الإنترنت بواسطة العضوية التنظيمية وإيرادات مكتب تسجيل المصلحة العامة.
مقابلات ال IETF تتفاوت من حيث مكان إقامتها. قائمة أماكن الاجتماعات الماضية والمستقبلية يمكن الإطلاع عليها على الصفحة http://www.ietf.org/meeting/upcoming.html.ال IETF تحاول قدر الإمكان جعل لقاءاتها في المكان الذي يتجمع فيه أكبر عدد من المتطوعين لها. منذ زمن بعيدكان الهدف إقامة 3 لقاءات في العام، اثنان منها في أمريكا الجنوبية والإخر في أوروبا أو آسيا. أما اليوم فالهدف هو إقامة ثلاث لقاءات في أمريكا الجنوبية واثنان في أوروبا وآخر في آسيا. ومع ذلك، فالرعاية المقدمة من الشركات تبقى العامل الأكثر أهمية. وهذا الجدول الزمني لم يحفظ بسرية من أجل خفض التكاليف.

## وصلات خارجية
- الموقع الرسمي